# Кремиковци (стадион)
„Кремиковци“ е български стадион в квартал Ботунец, София.
Използва се от футболния отбор на ФК „Кремиковци“ и от ДЮШ на ЦСКА. Стадионът разполага с над 1000 седящи места, 3 помощни игрища и спортна зала за волейбол и баскетбол.